# Peter Fendi

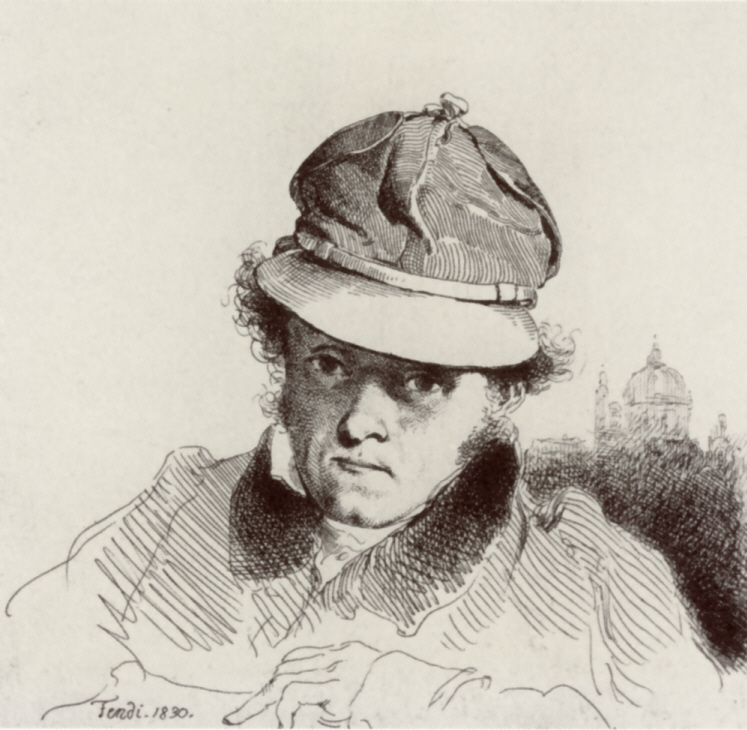
Selbstporträt (1830)

Peter Fendi (* 4. September 1796 in Wien; † 28. August 1842 ebenda) war ein österreichischer Porträt- und Genremaler, Aquarellist, Lithograf und Kupferstecher der Biedermeierzeit.

## Leben
Peter Fendi stammte aus ärmlichen Verhältnissen und war der Sohn des Lehrers Joseph Fendi und dessen Gattin Elisabeth Schäffer. Bei einem Sturz vom Wickeltisch zog sich Fendi eine Rückgratverletzung zu, worauf seine kränkliche Konstitution zurückzuführen war. 1810–1813 besuchte er die k. k. Zeichenakademie, wo er unter anderem Schüler von Johann Baptist Lampi war. Nach dem Tod seines Vaters sorgte Peter Fendi für seinen und seiner Mutter Lebensunterhalt mit Schreibarbeiten in einer Rechtsanwaltskanzlei.

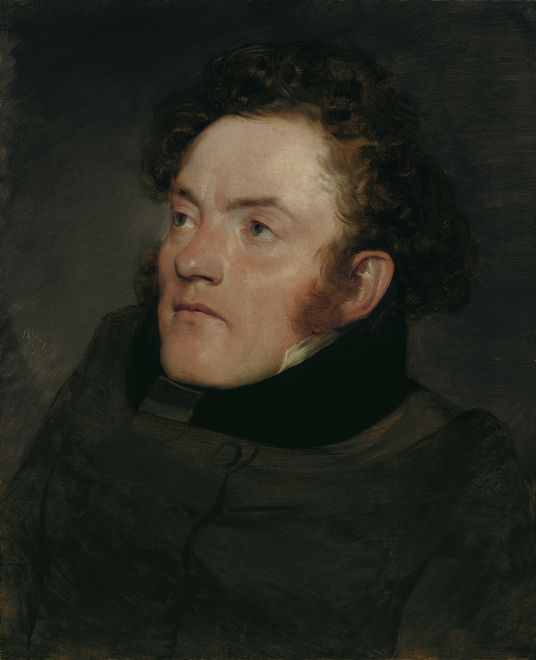
Peter Fendi, porträtiert von Friedrich von Amerling

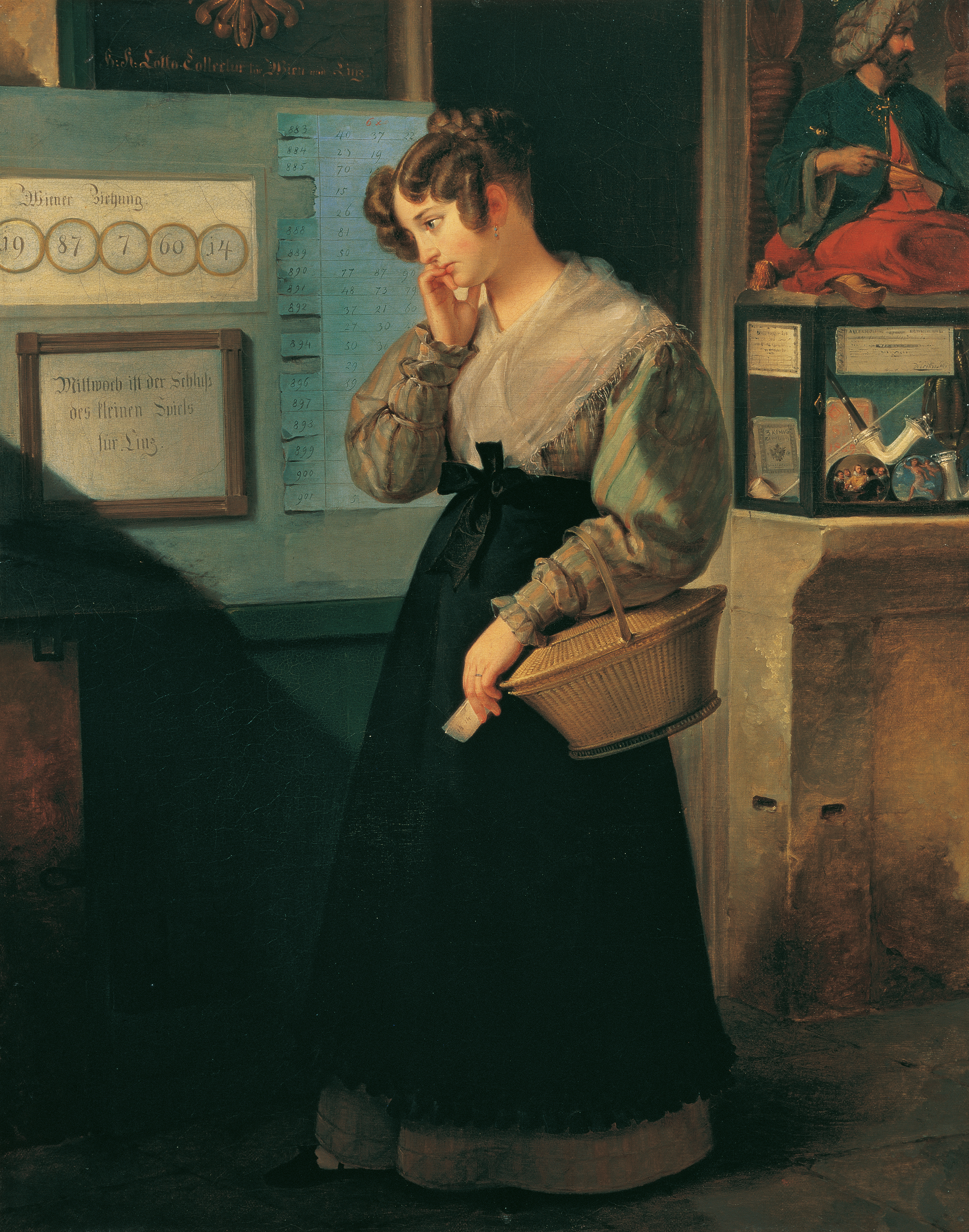
Mädchen vor dem Lotteriegewölbe, 1829, Belvedere, Wien

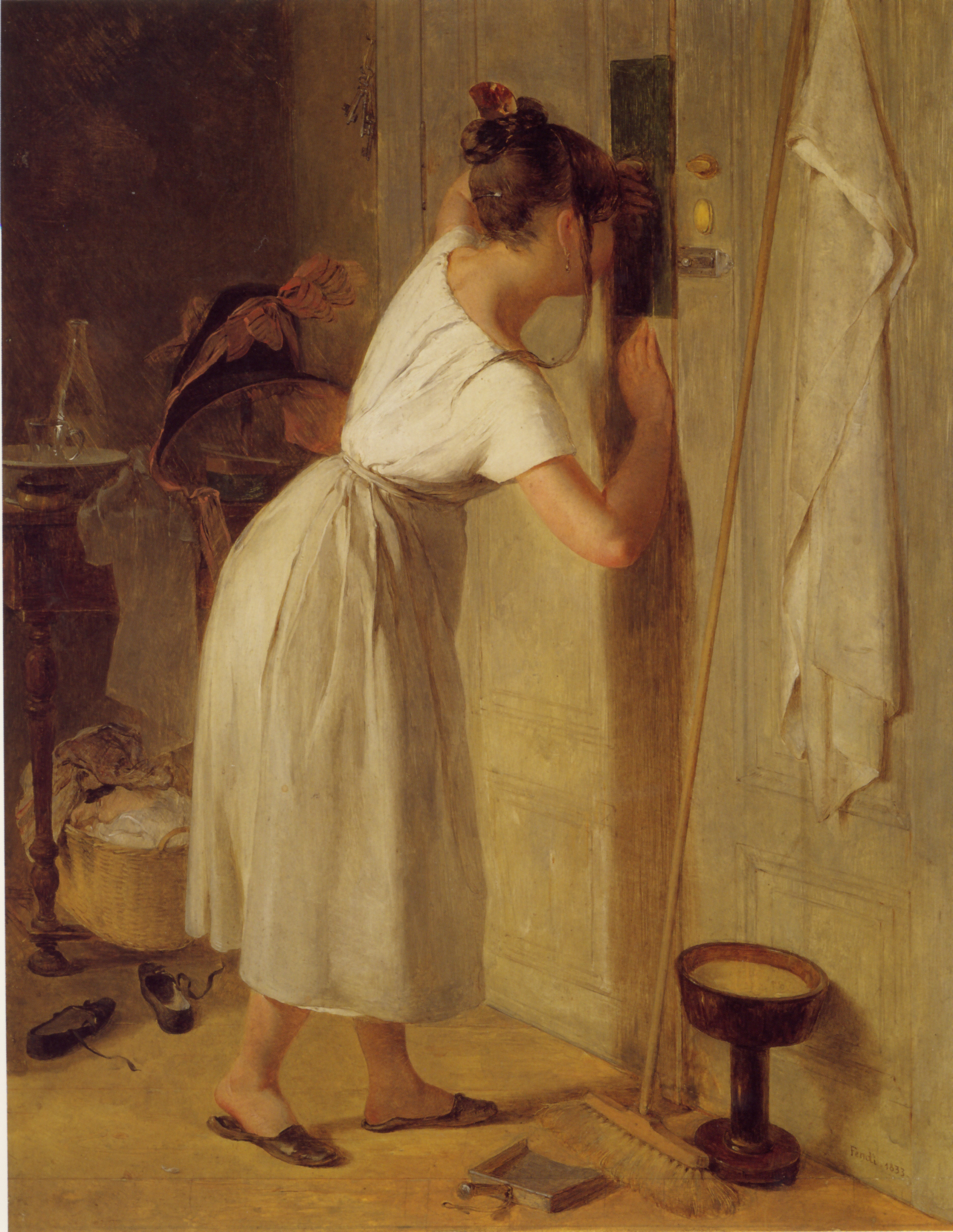
Die Lauscherin, 1833, Belvedere, Wien

Durch Vermittlung des Kunstsammlers Joseph Barth kam Fendi mit dem Präsidenten der Akademie, Anton Graf Lamberg-Sprinzenstein, in Kontakt. Dieser erteilte ihm den Auftrag, seine Sammlung von antiken Vasen zu kopieren. 1818 wurde Fendi Kabinettzeichner des Münz- und Antikenkabinetts. Mit dessen Direktor Anton von Steinbüchel machte Fendi eine Studienreise nach Salzburg und Venedig.
Fendi verkehrte im Salon der Caroline Pichler und begann einen kleinen Kreis von Malschülern um sich zu scharen (u. a. Carl Schindler, Albert Schindler, Johann Friedrich Treml, Rudolf Gaupmann und Johann Baptist Staudinger). Der neue Direktor des Münz- und Antikenkabinetts, Moritz Graf Dietrichstein, empfahl Fendi ab 1833 bei Hofe, wo er sich die Gunst der Kaiserin Karolina Augusta und der Erzherzogin Sophie erwarb. Er wurde Zeichenlehrer am Hof und schuf Kinderporträts und Aquarelle. 1836 wurde Fendi Mitglied der Akademie der bildenden Künste Wien. Seit den späten 1830er Jahren war er einer der gefragtesten Porträtisten des Wiener Hochadels. Am Ende seines Lebens widmete er sich bevorzugt der Ausbildung seiner Lieblingsschüler. Fendi wurde auf dem Sankt Marxer Friedhof in Wien begraben. 1909 erhielt er ein Ehrengrab auf dem Wiener Zentralfriedhof (Gruppe 14 A, Nummer 43).

## Leistung
Peter Fendi hinterließ ein äußerst umfangreiches Werk. Er schuf über 2000 Blätter mit Kopien antiker Kunstwerke aus privaten und staatlichen Sammlungen Wiens. Als Lithograf war er mit seinen Versuchen, mehrfarbig zu drucken, Pionier. Als Porträt- und Genremaler war er Begründer dieses Genres im Wiener Biedermeier und zählt neben Ferdinand Georg Waldmüller und Josef Danhauser zu den bedeutendsten Künstlern der Zeit. Seine Werke spiegeln das Lebensgefühl des Biedermeier und sind ausgesprochen lyrisch und reizvoll. Großer Beliebtheit erfreuen sich auch seine ca. 400 Aquarelle, die zu den besten und bedeutendsten ihrer Gattung im Österreich des 19. Jahrhunderts zählen. Fendi machte schließlich die Entwürfe für die 5-, 10- und 100-Gulden-Banknoten, die 1841 vom österreichischen Staat herausgegeben wurden.

## Erotische Aquarelle
Großer Bekanntheit erfreuen sich 40 Aquarelle erotischen Inhalts, die traditionellerweise Peter Fendi zugeschrieben werden. Sie sind aber eindeutig nicht von ihm. 1910 erschien das Druckwerk Vierzig erotische Aquarelle in Faksimilereproduktion, deren Vorlagen angeblich von Fendi stammen sollten und seither immer wieder fälschlich ihm zugeschrieben werden.

## Ehrungen
- 1875 wurde die Fendigasse in Wien nach dem Künstler benannt.
- 1996 erschien eine Sonderbriefmarke der österreichischen Post zu seinem 200. Geburtstag (Michel 2181). Bereits zum Muttertag 1967 (Michel 1237) war eine Marke mit einem Motiv nach einem Gemälde von Peter Fendi erschienen.

## Ausstellungen
- Peter Fendi 1796–1842 (Wien, Österreichische Galerie), 1963
- Peter Fendi und sein Kreis (Wien, Albertina), 2007

## Werke
- Feldmesse am äußeren Burgplatz am 13. April 1826 (Wien, Österreichische Galerie Belvedere), 1826, Öl auf Holz
- Der frierende Brezelbub vor der Dominikanerbastei (Wien Museum, Inv.Nr. 59.894), 1828, Öl auf Holz
- Die Puppenwäsche im Garten (Wien Museum, Inv.Nr. 117.450), 1828, Öl auf Holz
- Mädchen vor dem Lotto (Wien, Österreichische Galerie Belvedere), 1829, Öl auf Leinwand
- Das Milchmädchen (Wien Museum), 1830, Öl auf Holz
- Der Brautsegen (St. Pölten, Niederösterreichisches Landesmuseum, Inv. Nr. 3169), 1832/33, Öl auf Karton, 25,8 × 31,8 cm
- Die arme Offizierswitwe (Wien, Österreichische Galerie Belvedere), 1836, Öl auf Holz
- Traurige Botschaft (Wien Museum), 1838, Öl auf Holz
- Die Wache beim Manöver (Sankt Petersburg, Ermitage), 1839, Öl auf Leinwand
- Die Pfändung (Wien, Österreichische Galerie Belvedere), 1840, Öl auf Karton
- Auf dem Friedhof (Wien Museum), 1841, Öl auf Holz
- Kindliche Andacht (Wien Museum), 1842, Öl auf Holz